# Томление духа

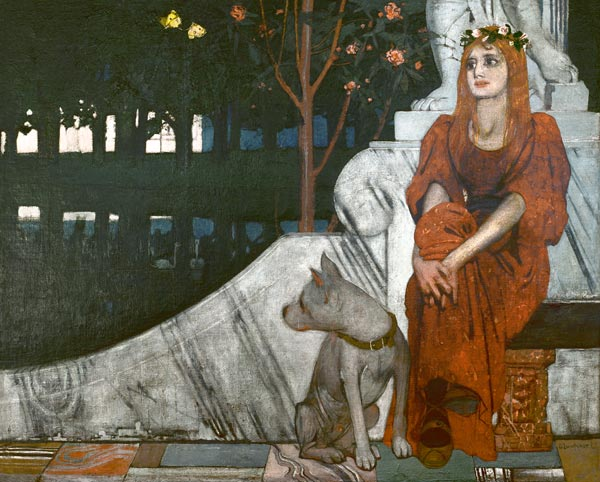
Картина «Sehnsucht» Оскара Цвинчера (1900)

Sehnsucht (МФА: [ˈzeːnˌzʊχt]о файле) — характерное для немецкого романтизма смутное томление по недостижимому идеалу, по высшей действительности, по совершенной гармонии жизни и искусства. Традиционно (хотя и не вполне точно) переводится на русский язык словосочетанием томление (духа).

## Описание
«Томление духа» — ключевая философская и эстетическая концепция немецких романтиков. Это не Heimweh, то есть «ностальгия» (Weh — «горесть» и heim — «домой», то есть «желание возвратиться» к прошедшему, но определимому счастью); это желание, которое никогда не сможет достигнуть своей цели, так как она неведома, так как нет стремления познать её: это «страсть, неудержимое влечение» (Sucht) и «жаждать» (sehnen). Но даже сам глагол sehnen очень часто обозначает неосуществимое стремление, потому что оно является неопределённым, — жаждать все и ничего одновременно. Sehnsucht — это поиск самого желания, это желание жаждать; порыв, который воспринимается как по определению неутолимый и который именно через это находит в себе своё удовлетворение.

Томление как корень романтического сознания было осознано ещё Ф. Шлегелем. «Жаждущий жаждать», то есть жить в состоянии чистого (потому что неосуществимого) желания, романтик страдает от своей обострённой чувствительности, но вместе с тем и получает от неё не всегда осознаваемое удовлетворение. Романтик живёт во власти контрастирующих впечатлений, которым он предается с тайным удовольствием и очень часто, даже не зная, сам поддерживает этот контраст. Для сознания романтика свойственна неразрешимая дихотомия, или биполярность. Романтик не стремится разрешить данные противоречия, а в случае снижения их остроты часто создаёт новые, потому как неразрешимая дилемма есть форма его существования. 

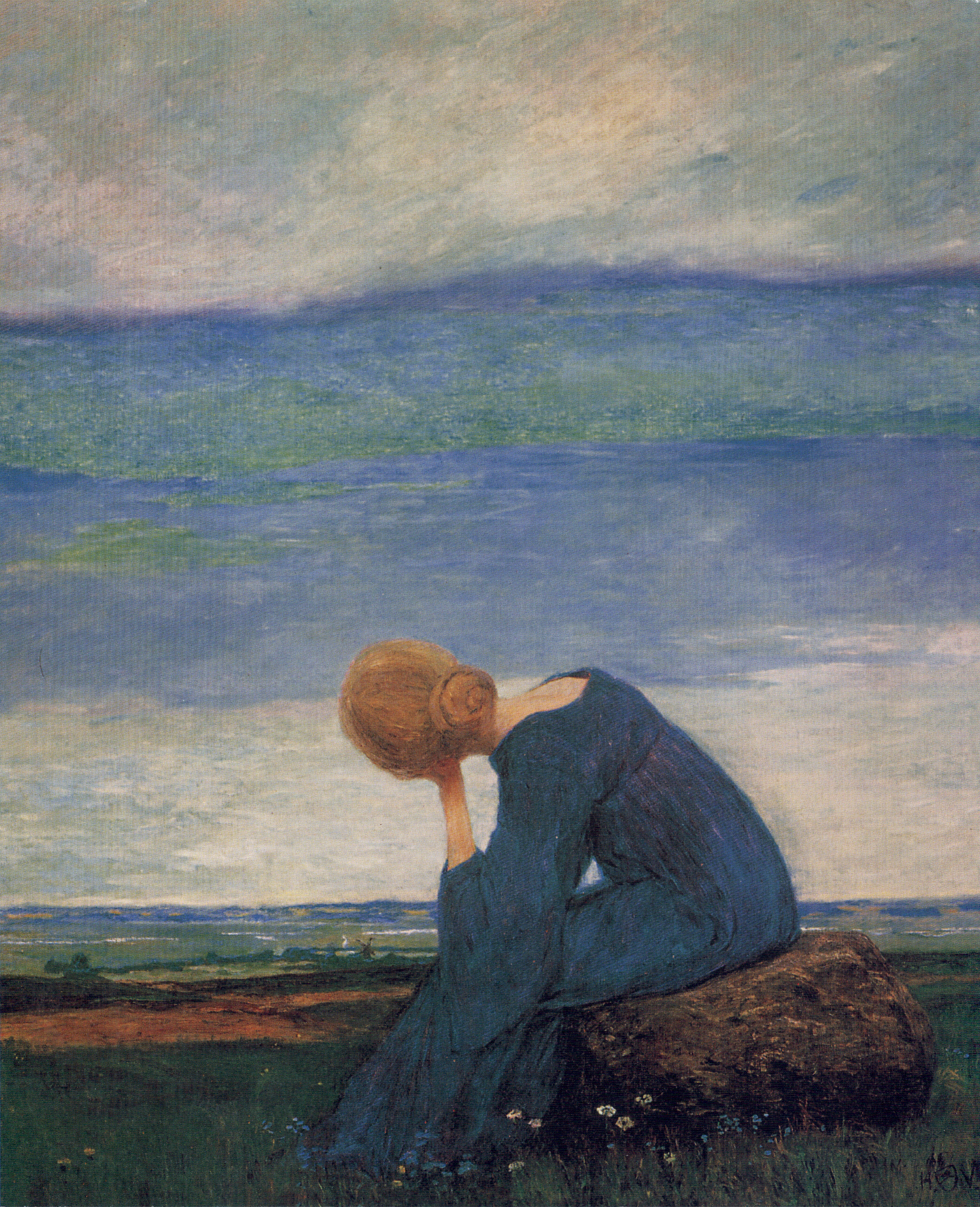
Картина «Sehnsucht» Генриха Фогелера, эмигрировавшего в СССР

Аналогичные ощущения свойственны романтикам и за пределами Германии. В знаменитом стихотворении 1822 года английский поэт Шелли образно определяет томление как желание ночной бабочки долететь до звезды. Томление по метафизическим глубинам бытия, отличающее Новалиса и Шелли, характерно также для Леопарди в Италии, а в России — для Фёдора Тютчева. Осознание недостижимости объекта томления часто оборачивается для поэта пессимистическим взглядом на мир — т. н. «мировой скорбью».
У большинства романтиков томление рано или поздно принимает более осязаемые, конкретные формы: ностальгии по былым, невозвратно ушедшим временам (чаще всего по Средним векам, как у Вальтера Скотта, Рихарда Вагнера и апологетов неоготики) либо идеализации далёких стран, чаще всего Италии. Романтики от Гёте, Гофмана, Байрона, Пушкина до бесчисленных художников 1840-х гг. стремились в Венецию, Рим, Неаполь, которые представлялись им городами искусства — без той пропасти между эстетическим идеалом и повседневным бытом, которая ужасала их в собственных странах. В своём единственном романе Новалис воплотил «томление духа» в конкретном образе голубого цветка.
К. Михаэлис де Вашконселуш находит полное соответствие между германским зэнзухтом и португальской концепцией саудаде (порт. Saùdade), подтверждая своё утверждение переводом цитаты из песни Гёте. Как в переводе, так и в оригинале Гёте исследовательница находит лёгкие оттенки широкой гаммы чувств печали, боли и горечи, выражаемые понятием «саудаде» — это и воспоминания о безвозвратно ушедших наслаждениях, испытанных в прошлом; горечь того, что утерянные радости жизни не повторяются в настоящем, либо могут быть испытаны лишь по памяти; желание и надежда на возвращение того былого состояния счастья. Впрочем, большинство исследователей эстетики отвергают тождество немецкого и португальского понятий.